# 佐藤文男 (1963年生の投手)
佐藤 文男（さとう ふみお、1963年10月16日 - ）は、千葉県出身の元プロ野球選手（投手）。
同姓同名の選手在籍時の表記は、佐藤男（後述）。

## 来歴・人物
印旛高時代は月山栄珠とバッテリーを組み、１年秋と2年夏の県大会ベスト4、2年秋の県大会決勝では習志野高の後関昌彦に投げ勝って優勝、続く関東大会では準決勝で春日部工の古川慎一に投げ勝つなど全試合を完投して優勝。1981年春にセンバツに出場し決勝戦まで駒を進めるも、西川佳明や吉村禎章を擁するPL学園高に9回に逆転サヨナラ負けを喫し準優勝。春の県大会決勝では再度、習志野高の後関と投げ合って延長12回の末に勝利して優勝すると関東大会も優勝。夏は県大会ベスト4。
1981年オフに、ドラフト外で阪神タイガースに入団。高校でバッテリーを組んだ月山栄珠もドラフト3位で同チームに入団し、同期の村上信一はドラフト外で阪急ブレーブスに入団した。
期待されたものの、2年で自由契約になり、ロッテオリオンズに移籍。しかし、一軍に出場することなく1985年に退団した。

## 同姓同名
1981年オフに阪神タイガースにドラフト外入団した佐藤だったが、阪神には1981年から同姓同名の｢佐藤文男｣投手が在籍していた。この2人を区別するため、元から阪神にいた佐藤は「佐藤文」、新しく入団した佐藤（本頁の選手）は「佐藤男」と表記された。佐藤文は1982年で退団したので、この2人が同時に阪神に所属していたのは1982年のみである。

## 詳細情報

### 年度別投手成績
- 一軍公式戦出場なし

### 背番号
- 48（1982年 - 1983年）
- 61（1984年 - 1985年）